# سلاح المدرعات (إسرائيل)

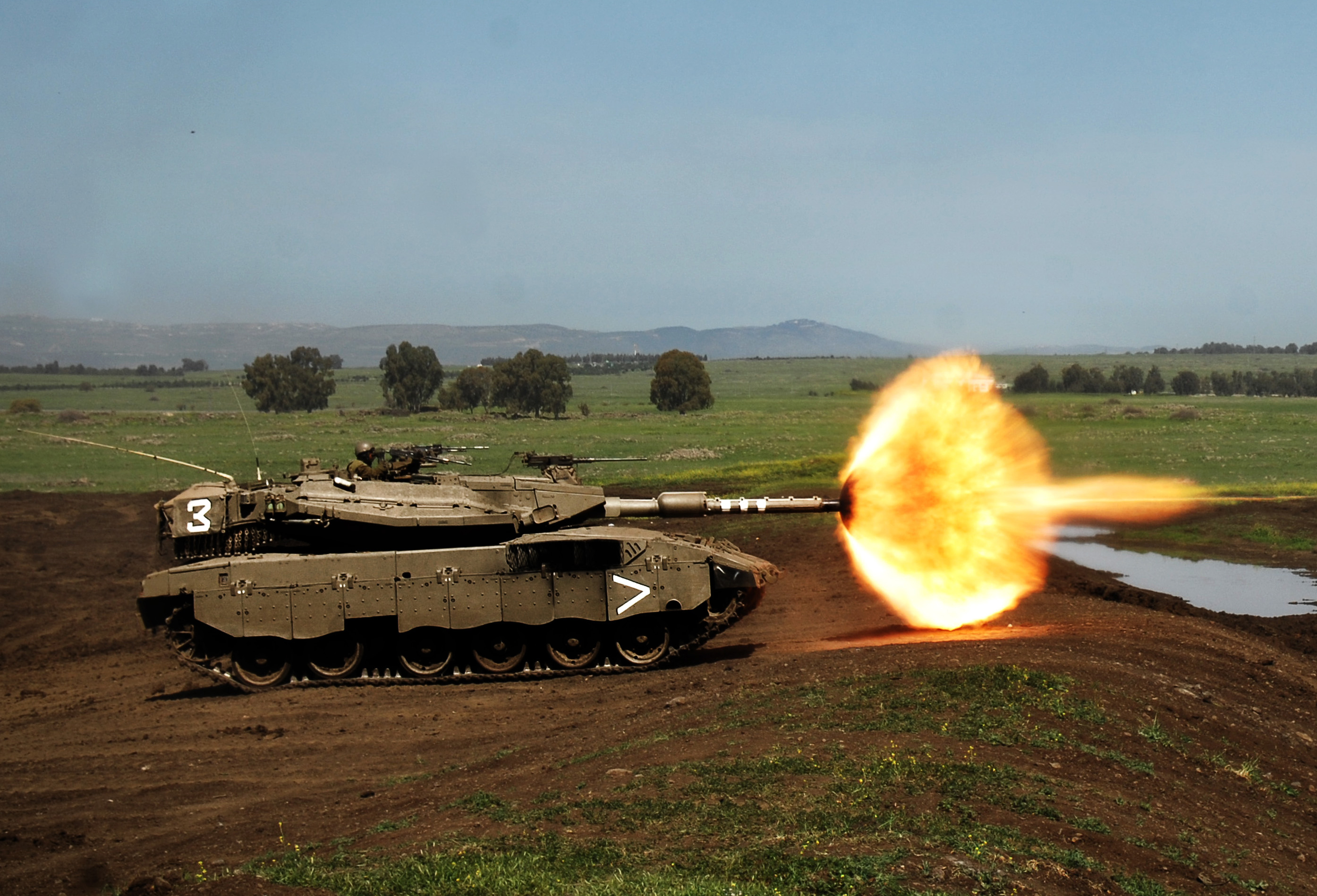
نيران دبابات ميركافا إم كيه 3دي باز

سلاح المدرعات الإسرائيلي ((بالعبرية: חֵיל הַשִּׁרְיוֹן) حيل هشريون) هو سلاح من الجيش الإسرائيلي الذي كان منذ عام 1998 تابعًا لمقر قيادة القوات البرية. سلاح المدرعات هو سلاح المناورات الرئيسي، ويستند بشكل رئيسي قوته على دبابات القتال الرئيسية.
سلاح المرعات هو السلاح الحاسم في مقر قيادة الجيش، ويستند في قوته على مزيج من الحركة والدرع والقوة النارية. خلال الحروب، كان دوره الأساسي قيادة الخط الأول من القوات المهاجمة وإخلاء منطقة العدو من جهة، وثانيًا يحجب قوات المدرعات للعدو وتدميرها. خلال وقت السلم، فإنه يعزز سلاح المشاة أثناء قيامه بالمهام الأمنية حيث تعمل الدبابات كخنادق متحركة.

## الوحدات النشطة
تحتوي القائمة التالية على جميع ألوية الدروع النشطة حاليًا:
- الواء المدرع السابع "سار لي جولان / عاصفة من الجولان".
- اللواء المدرع 188 "باراك / البرق".
- اللواء 401 مدرع.
- اللواء 460 مدرع.

### تاريخ الوحدات
- الفرقة المدرعة 36 «الجعش» تتمركز في مرتفعات الجولان تحت القيادة الشمالية وتشمل اللواءين المدرعين 7 و188:
  - اللواء المدرع السابع «سار لي جولان/عاصفة جولان» كان اللواء المدرّع الأول للجيش الإسرائيلي وقد شاركت في جميع حروب إسرائيل. أسفرت المعارك التي قام بها اللواء خلال حرب السويس عن تحقيق تقدم في كيفية تقارب الجيش مع طبيعة الحرب المدرعة، واعتبارًا من 2014 ينتقل اللواء من دبابات ميركافا 2 إلى دبابات ميركافا 4.[1]
  - لواء المدرع 188 «باراك/البرق» ابتداء من حرب 1967 شارك اللواء في كل حروب إسرائيل، وخلال حرب أكتوبر، كان اللواء خط الدفاع الأول في الأيام الأولى للحرب في الجولان الجنوبي وشهد تقريبا كل ضباطه يقتلون في الميدان، وكان آخر لواء مدرع يستخدم الدبابة سنتوريون، متحولا إلى دبابات ميركافا 3 في 1992.
- الفرقة المدرعة 162 «يوتزفات هبلادا/تشكيل الصلب» وهي تخضع للقيادة الجنوبية وتتضمن اللواء المدرع 401:
  - اللواء 401 مدرع «إكفوت ها بارزيل/آثار الحديد» تم إنشاء هذا اللواء في عام 1968 من أجل السيطرة على خط قناة السويس. خلال حرب 1973، واجه خط الهجوم الأول في القناة وعانى خسائر فادحة، وخلال حرب لبنان عام 1982 قاتل في القوة الجنوبية - إحدى كتائبه شاركت في معركة السلطان يعقوب، وخلال الفترة 2004-2005 استبدلت دبابات ماجاح بدبابات ميركافا 4.
- اللواء 460 مدرع «بني أور/أبناء النور» هذا اللواء هو لواء التدريب في سلاح المدرعات وهو يحتفظ بقاعدتين: قاعدة تدريب شيزافون - مدرسة قادة القوات، حيث يتم توجيه الضباط وقادة الدبابات - ومعسكر ماجين - ساياريم وهو مدرسة سلاح المدرعات، حيث يتم التدريب الأساسي والمتواصل ، وإعداد المقاتلين المدرعين نحو الألوية التنفيذية.

## وحدات الاحتياط

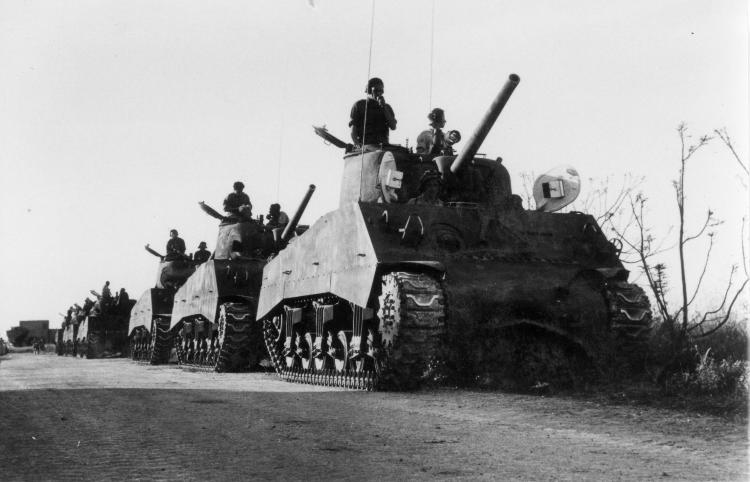
دبابات شيرمان للقوات الاسرائيلية عام 1948

تحتوي القائمة التالية على جميع ألوية المدرعات الاحتياطية:
- اللواء المدرع الرابع"كرياتي" (احتياطي).
- اللواء المدرع الثامن (احتياطي).
- اللواء المدرع العاشر "هارئيل".
- اللواء المدرع 14 «بيسون» (احتياطي).
- اللواء المدرع 37 «رام» (احتياطي).
- 205 «القبضة الحديدية» (احتياطي).
- اللواء المدرع 263 «ميركافوت ها-إيش / مركبات النار» (احتياطي)
- اللواء المدرع 679 «يفتاح» (احتياطي)
- اللواء المدرع 847 «مركبات الصلب» (احتياطي)

### تاريخ الوحدات
- الفرقة المدرعة 252 «سيناء» (احتياطي) تقع هذه الفرقة في جنوب إسرائيل وتحت قيادة الجنوب، وتشمل اللواءين المدرعين 10 و14:
  - اللواء المدرع العاشر "هارئيل" (احتياطي) تم إنشاء اللواء كقسم من البلماح في 16 أبريل 1948، مباشرة بعد عملية نخشون، تم تعيين اسحق رابين كأول قائد له. خلال حرب 1956(عملية قادش) حارب اللواء ككتيبة مشاة بقيادة شموئيل جودار، وفي عام 1959 تم تحويل اللواء إلى وحدة احتياط لسلاح المدرعات. في حرب 1967 قاتل اللواء في معارك القدس تحت قيادة أوري بن آري. اليوم، اللواء جزء من «يوزفات أمود ها إيش / عمود النار».
  - اللواء المدرع 14 «ماخاتز» (احتياطي) كان اللواء نشطًا خلال حرب الاستنزاف عندما انقسمت لتوفير أساس للواء 401 المدرع. خلال حرب 1973، كان في البداية احتياطي مدرع يدعم ألوية المشاة الرابطة في خط بارليف، وعانى من خسائر فادحة خلال الحرب ولكن أعيد بناؤه بعد ذلك.[2]
- الفرقة المدرعة 319 "Ha-Mapatz" (احتياطي) تقع هذه الفرقة في شمال إسرائيل وتحت قيادة الشمالوتشمل اللواءين المدرعين 4 و205:
  - اللواء المدرع الرابع "كرياتي" (احتياطي)
  - اللواء المدرع 205 «القبضة الحديدية» (احتياطي) لواء درع
- الفرقة 340 (إسرائيل) تقع هذه الفرقة في وسط إسرائيل وتحت القيادة المركزية وتشمل اللواء المدرع 847:
  - اللواء المدرع 847 «ميركافوت هابلادا/ عربات الصلب» (احتياطي) في الآونة الأخيرة شارك اللواء في حرب لبنان عام 2006 وبالأخص في معركة بنت جبيل ومعركة يارون، وخلال الحرب، قضى اللواء على قرابة 60 من مقاتلي حزب الله.

## الاختيار والتدريب
يجب أن يكون لدى جميع المجندين الحد الأدنى من الملف التعريفي الطبي 72، ويخضع الطلاب في البداية إلى ثمانية أسابيع من التدريب الأساسي، والذي يصنف على أنه مستوى حامل بندقية 04 في نظام تيرونت، يتدربون في الأسلحة الخفيفة والتدريب الميداني والإسعافات الأولية واللياقة البدنية.
بعد نهاية التدريب الأساسي، يتدرب الطلاب لمدة ستة أسابيع في أحد التخصصات الثلاث: المدفعية والجرافة والسائق، وينخرطون في التمارين النظرية والعملية خلال هذه الفترة. بعد الانتهاء من هذا التدريب، يتم منح الطلاب العسكريين القبعات والانتقال إلى إكمال 10 أسابيع من التدريبات التي يمارسون خلالها الانخراط في القتال ويعملون كأطقم دبابات.
في نهاية الدورة، يتم اختيار بعض الجنود لحضور دورة قائد الدبابة، تستمر دورة قائد الدبابة حوالي ثلاثة أشهر ونصف، يتدرب خلالها الطلاب العسكريين في التخصصات الأخرى التي لم يتدربوا عليها في وقت سابق، وفي مبادئ القيادة والتحكم والملاحة وتقييم المواقف. بعد نهاية الدورة، يتم منح الجنود الاستثنائيين فرصة حضور دورة الضباط، والتي تستمر 7 أشهر، يتعلمون خلالها قيادة فرقة مدرعة بالتعاون مع الوحدات الميدانية الأخرى. بعد إكمال جنود سلاح المدرعات خدمتهم النشطة يتم نقلهم إلى الوحدات الاحتياطية، يحضر الاحتياطون النشطون التدريبات في سلاح المدرعات مرة في السنة.

## وحدات تم حلها
- اللواء 211

المعروف أيضا باسم يشاي (اختصار لـ «وحدة حراس القدس»)، خلال حرب لبنان عام 1982 كان مشهورًا بقيادة العقيد إيلي جيفا الذي خلال حصار بيروت رفض قيادة جنوده من أجل اجتياح المدينة لأسباب أخلاقية، فتم فصله من الجيش وتم حل اللواء نفسه في أوائل التسعينات.
- اللواء 500

المعروف أيضًا باسم تشكيل كفير («الأسد الصغير»)، كان هذا لواء درع يعمل من عام 1972 حتى عام 2003. خلال حرب 1973 شارك في معركة السويس، وخلال حرب لبنان عام 1982 قاتل ضمن القوة الشرقية وشارك في معركة عين زحلتا. في عام 2003 بسبب التغييرات في هيكل الجيش الإسرائيلي وخفة التهديد من الجبهة الشرقية (بسبب الحرب الأمريكية في العراق) تم حل اللواء.